# Gaslighting
Gaslighting betegner en adfærd, hvor en person manipulerer med en anden person ved at sætte spørgsmålstegn ved vedkommendes virkelighedsopfattelse i et sådant omfang, at han eller hun ender med at betvivle sin egen fornuft og egne oplevelser. Udtrykket stammer fra filmen Gaslys (på engelsk Gaslight) instrueret af George Cukor i 1944, hvor en mand forsøger at gøre sin kone vanvittig gennem systematisk manipulation. Han bliver blandt andet ved med at flytte rundt på tingene i hendes hus og skrue op og ned for hjemmets gasbelysning for efterfølgende at benægte, at det er sket. Filmen byggede i sig selv på et ældre teaterstykke fra 1938.
Gaslighting er en form for psykisk vold, der især er kendt fra parforhold, men også kan findes på f.eks. arbejdspladser. Det anvendes ligeledes i politiske sammenhænge om forsøg på misinformation.
På engelsk har ordet været brugt i ovennævnte betydning uden direkte reference til filmen siden 1950'erne. I dansk kan det spores til 2015, og i form af uddsagnsordet "gaslighte" kendes det anvendt på dansk siden 2017.